# And Sudden Death
And Sudden Death é um filme norte-americano de 1936, do gênero drama, dirigido por Charles Barton e estrelado por Randolph Scott e Frances Drake.
Filme baseado em fatos reais, sobre os terríveis efeitos de se dirigir embriagado.

## Sinopse
James Knox, policial dedicado, prende a jovem Betty Winslow por matar uma pessoa em um acidente de carro. Mas algo parece fora do lugar, de forma que James conduz uma investigação própria. Isso leva-o a descobrir que, na verdade, Betty assumiu o volante no lugar do irmão Jackie após o acidente, porque este estava bêbado. Resta a Jackie tomar uma difícil decisão.

## Elenco
| Ator/Atriz      | Personagem         |
| --------------- | ------------------ |
| Randolph Scott  | Tenente James Knox |
| Frances Drake   | Betty Winslow      |
| Tom brown       | Jackie Winslow     |
| Billy Lee       | Bobby Sanborn      |
| Fuzzy Knight    | Steve Bartlett     |
| Terry Walker    | Bangs              |
| Porter Hall     | Promotor           |
| Charles Quigley | Mike Andrews       |
| Joe Sawyer      | Sargento Sanborn   |